# 第20集団軍
第20集団軍（第20集团军）とは、中国人民解放軍陸軍の軍級部隊。乙類集団軍。済南軍区に所属する。予備部隊の性格を有する。

## 歴史
第20集団軍の前身は、長征後に南方の閩浙地区に残留した紅軍遊撃隊である。皖南事変後、新四軍第1師に改編され、粟裕将軍が師長を務めた。日中戦争中、蘇魯院の敵後方地で活動し、「黄橋決戦」において国民党の進攻を撃退した。
国共内戦中、華東野戦軍第1縦隊に改編され、葉飛の指揮の下、淮海、渡江等の主要戦役に参加した。
朝鮮戦争勃発後、第20軍は、第2陣として朝鮮半島に進入した。長津湖戦役中、配下の第58師第172団からは、特級戦闘英雄楊根思が輩出した。帰国後、第20軍の第60師は、江山島戦闘に参加した。その後、南京軍区に配属され、杭州に駐屯した。文化大革命中、第20軍は地方の派閥闘争に巻き込まれ、杭州、金華等の地区が武装闘争の被害を受けた。
1975年、鄧小平は、地方の軋轢を解き、軍民間の緊張を緩和するために、第20軍と済南軍区の第1軍の配置換えを行った。しかしながら、第20軍の将兵はこれを好まず、家族を任地に帯同させていなかった者は、休暇制度実施時にそのまま帰郷してしまった。これ以後、第20軍の武威は振るわなくなった。
1980年代の軍縮中に乙類軍集団とされた。

## 編制
軍部（司令部）は、河南省開封にあるとされている。
- 第58機械化歩兵旅団（河南省許昌長葛）
- 第60自動車化歩兵旅団（河南省信陽）
- 装甲旅団（河南省南陽独山）もと第54軍装甲旅団
- 高射砲旅団（河南省商丘）もと第59師団
- 第2砲兵旅団（河南省確山）
- 通信連隊（河南省開封）
- 工兵連隊（河南省信陽市平橋区）
- 第91舟橋連隊（洛陽孟津白合）
- 司衛訓大隊（河南省商丘）
- 教導大隊（河南省許昌長葛）

## 歴代軍長
| 職名 | 氏名   | 階級 | 在任期間        | 出身校       | 前職             |
| ---- | ------ | ---- | --------------- | ------------ | ---------------- |
| 軍長 | 梁光烈 |      | 1985年 - 1990年 | 信陽歩兵学校 | 第20集団軍副軍長 |
| 軍長 | 張仕波 | 少将 |                 |              |                  |

| 職名     | 氏名   | 階級 | 在任期間 | 出身校 | 前職 |
| -------- | ------ | ---- | -------- | ------ | ---- |
| 政治委員 | 高建国 | 少将 |          |        |      |